# António Torres de Aboim
 António Correia Manuel Torres e Aboim (Lisboa, 14 de julho de 1775 – ?) foi um oficial da Armada Portuguesa, onde atingiu o posto de contra-almirante, que se notabilizou como o chefe da esquadra miguelista derrotada na batalha do Cabo de São Vicente. Havia sido punido com uma suspensão de três anos em consequência da derrota portuguesa sofrida frente a uma força argelina em 1810.